# HNLMS Willem van Ewijck (1937)
«Віллем ван Евейк» (нід. Hr.Ms. Willem van Ewijck (1937) — військовий корабель, тральщик типу «Ян ван Амстель» Королівського військово-морського флоту Нідерландів часів Другої світової війни.
Тральщик «Віллем ван Евейк» був закладений у 1936 році на верфі компанії P. Smit у Роттердамі. 22 лютого 1937 року він був спущений на воду, а 13 листопада 1943 року увійшов до складу Королівських ВМС Нідерландів.
8 вересня 1939 року «Віллем ван Евейк» підірвався та затонув на власному мінному полі, встановленому неподалік від острову Терсхеллінг, у голландській провінції Фрисландія. Загинуло 33 члени екіпажу з командиром корабля. Перший бойовий корабель, що загинув у ході Другої світової війни